# لا پالود-سور-وردون
لا پالود-سور-وردون (به فرانسوی: La Palud-sur-Verdon) یک کمون (فرانسه) در فرانسه است که در canton of Moustiers-Sainte-Marie واقع شده‌است. لا پالود-سور-وردون ۸۱٫۲۶ کیلومتر مربع مساحت دارد.